# Dirck Strijcker

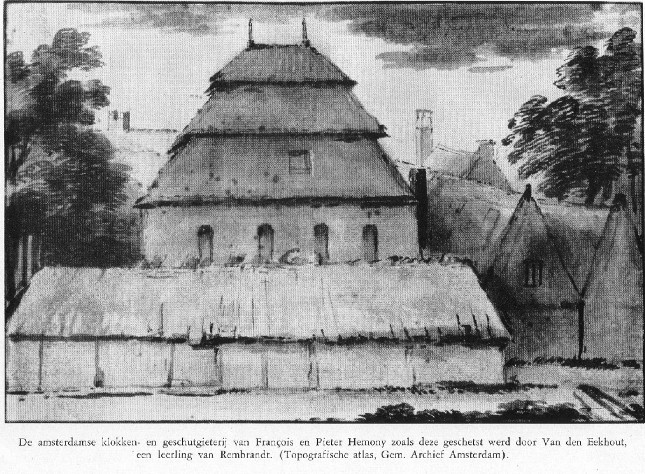
De klokkengieterij van de Hemony's aan de Leidsegracht. Het terrein en de gebouwen (?) werden in 1681 gebruikt voor de opvoering van twee Italiaanse opera's

Theodoor of Dirck Strijcker of Stricher (Venetië, ca 1643 - Batavia, november 1683) was een 17e-eeuwse impresario, meester in de rechten en mogelijk dichter/vertaler. Hij heeft op Oudejaarsavond 1680 als eerste in Nederland een Italiaanse opera seria opgevoerd in een loods op het terrein van een in onbruik geraakt "industrieel complex" op de hoek van Leidse- en de Keizersgracht.

## Biografie

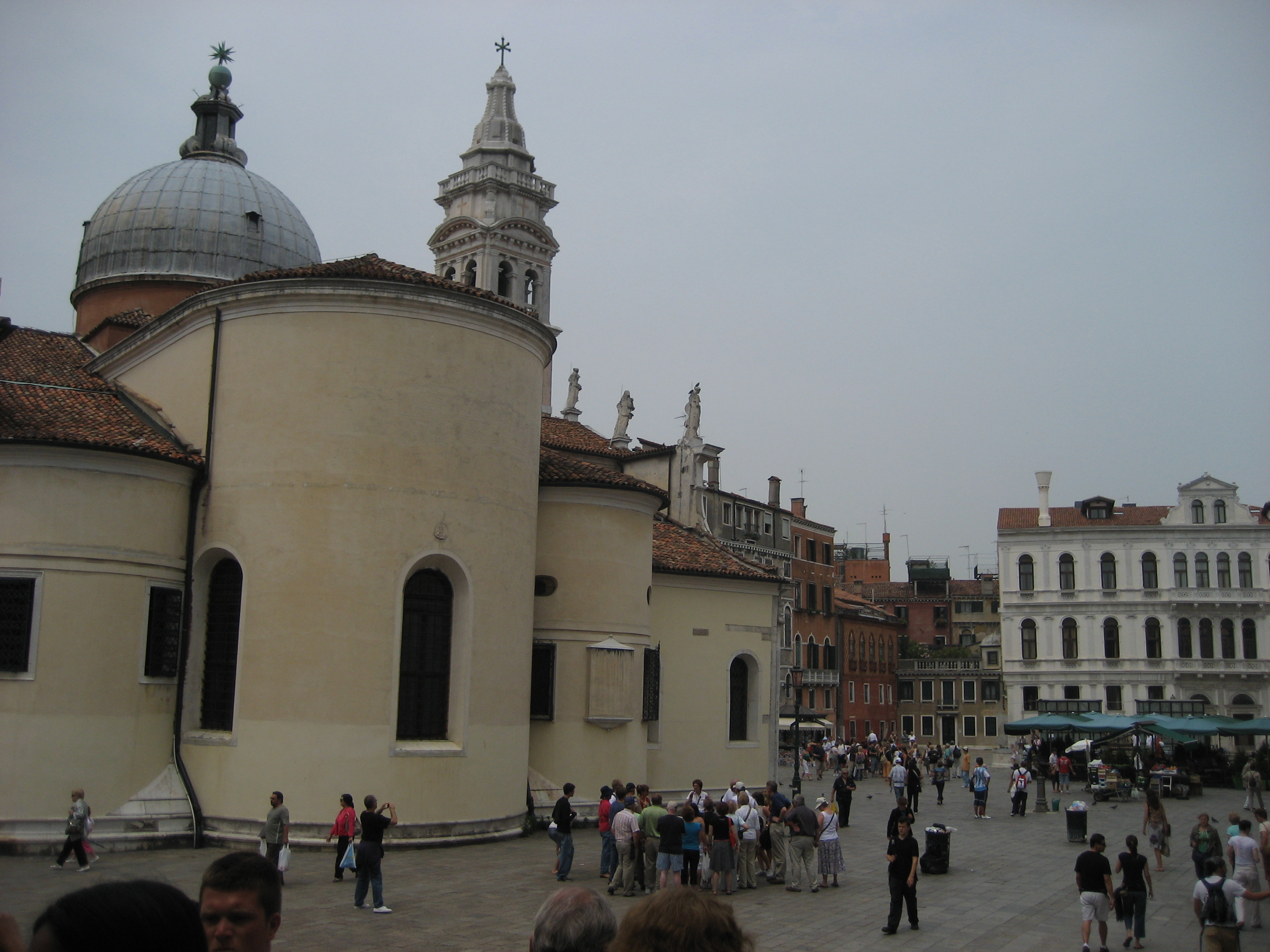
De Santa Maria Formosa waar de familie te kerke ging

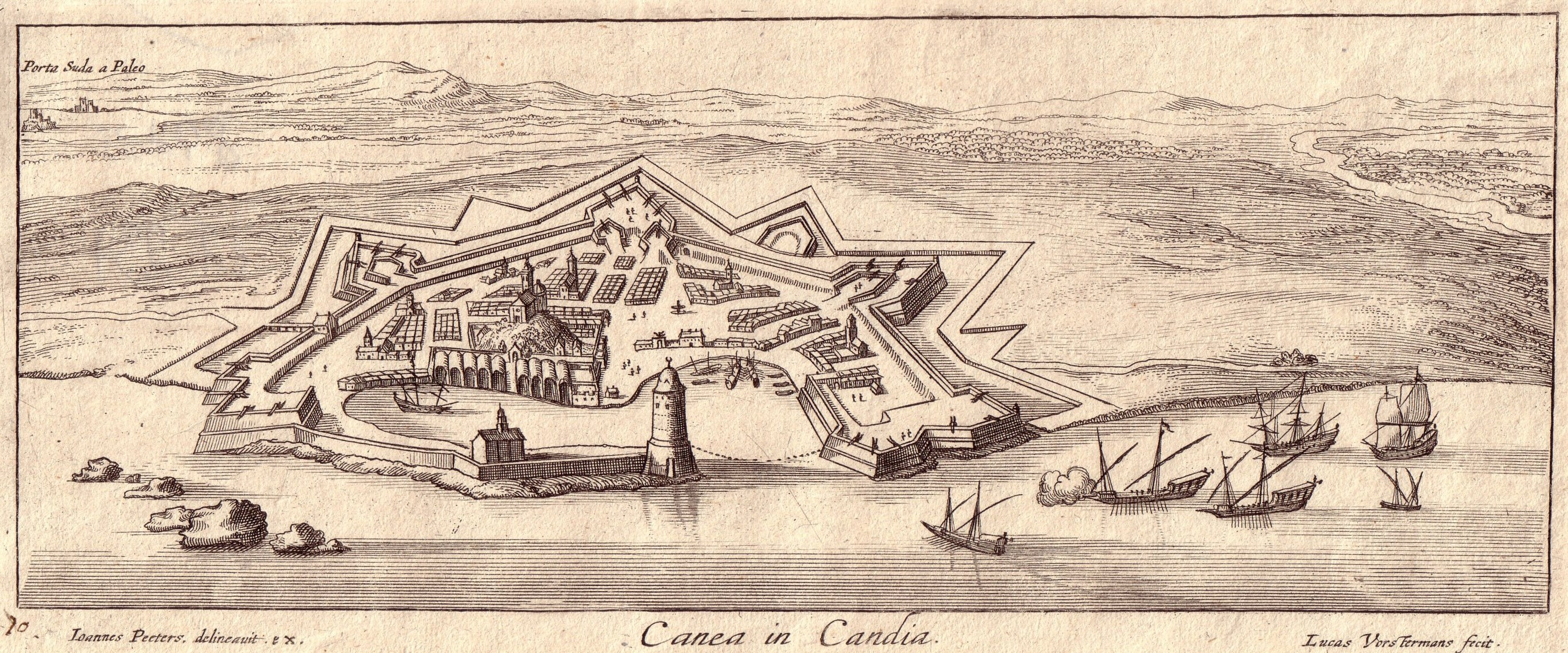
Candia in 1664

Dirck Strijcker behoorde tot een katholieke familie van kooplieden en assuradeurs, met banden met Jacobus Zaffius, de proost van het kapittel in Haarlem, eigenaar van de Reguliershof en een van de stichters van Haarlemse Frans Loenenhofje. Dirck was de zoon van Jacob Strijcker (1603-september 1687), die in 1641 trouwde met Elisabeth Rodenburg (1622-) en op de Lauriergracht woonde. Zijn vader handelde in 1645 op Venetië met Jan Reynst en zijn broer Gerard, beide vooral bekend als kunstverzamelaars. Jacomo Strijcker is in 1648 aangesteld als consul van de Republiek Venetië, maar was al eerder actief in lagunestad want in 1647 werd hun dochter Elisabeth gedoopt in de Santa Maria Formosa, een kerk niet ver van de San Marco.  Tussen 1664 tot 1669 leverde hij drie schepen met een lading aan gedroogde of gezouten vis, rijst, etc. aan Francesco Morosini die de stad Candia verdedigde tegen de Turken van het Ottomaanse Rijk.  Zijn dochter Elisabeth trouwde in 1692 met een Venetiaanse edelman. Haar antecedenten en die van de familie werden streng onderzocht voordat toestemming kon worden gegeven, want in 1674 kwam Dirck Strijcker in Venetië in de problemen vanwege zijn ketterse opvattingen.

## De opera

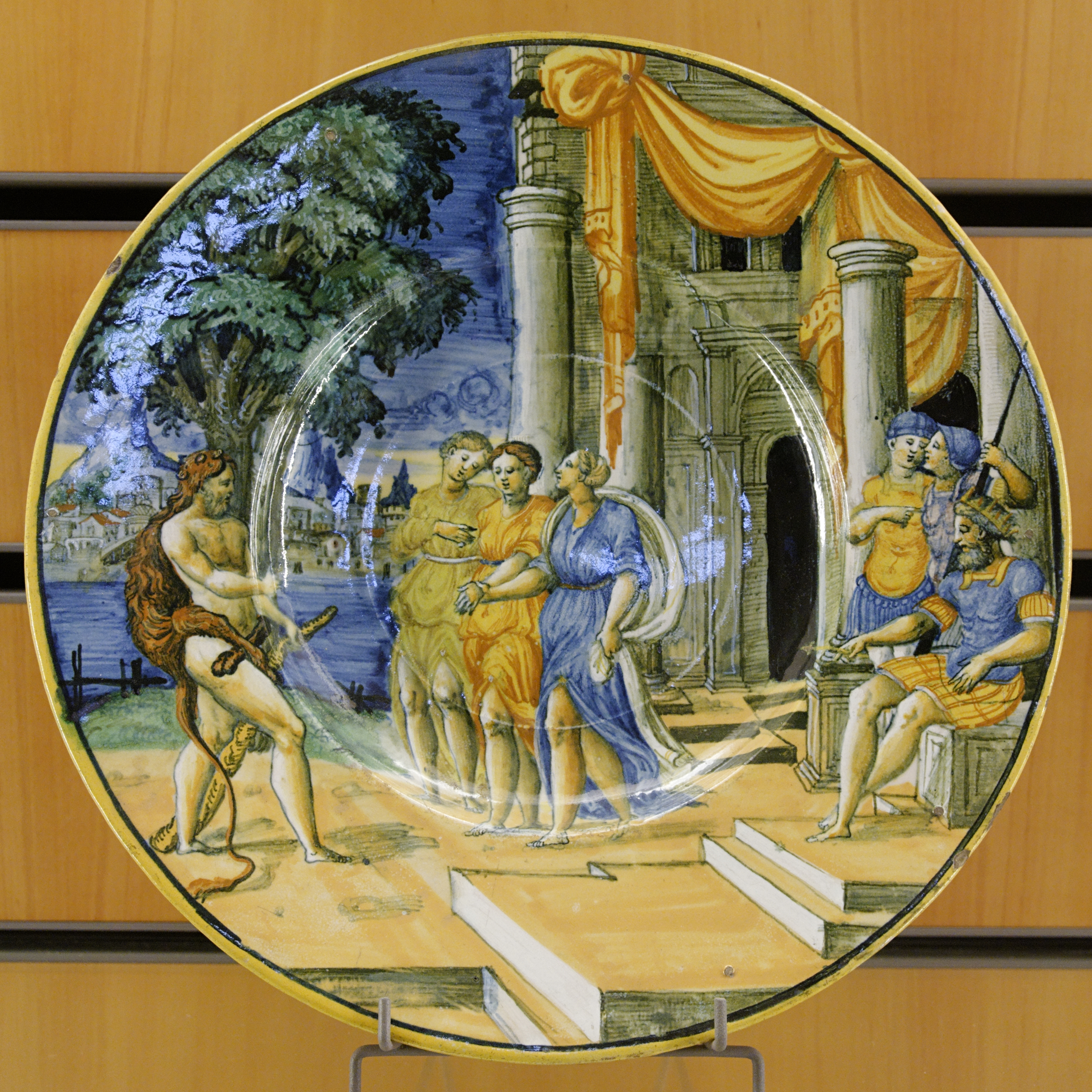
Het huwelijk tussen Heracles en Deianiera op een 16e-eeuws Fayence bord

Sinds 1672, het Rampjaar, was de Schouwburg van Van Campen gesloten geweest. In november 1677 waren bij de heropening delen uit Isis, een opera van Lully gespeeld.  Op 27 oktober 1679 sloot Strijcker een contract af met de regenten van het Burgerweeshuis en het Oudemannenhuis van Amsterdam. Daarmee verwierf hij toestemming om in Amsterdam opera's op te voeren in de schermsschool. Een week later werd het contract gewijzigd; de opera zou worden gevestigd op het terrein van tweetal turfschuren, tussen de schermschool en de klokkengieterij. Al op 4 januari 1680 zou hij toestemming hebben gekregen de  voormalige klokkengieterij, achter het woonhuis van Pierre Hemony af te breken.
Met hulp van de Italiaanse ingenieur Girolamo Sartorio, die in dienst was van Ernst August van Brunswijk-Lüneburg en in 1677 in Hamburg aan de eerste opera in Duitsland had gewerkt, kwam een gebouw tot stand, dat naar verluidt 4 à 500 personen kon herbergen.  Een tweetal zangers werden geleend bij de prins van Palts-Neuburg Johan Willem van de Palts. De castraatzanger kwam uit Venetië.
De Italiaanse opera zou op zaterdag 28 december worden geopend, maar de kerkenraad had bij de burgemeesters aangedrongen op een paar dagen uitstel vanwege de voorbereiding tot het Heilig Avondmaal op zondag. Op dinsdag 31 december 1680 beleefde Le fatiche d'Ercole per Deianira een opera van Pietro Andrea Ziani op een libretto van Aurelio Aureli zijn Amsterdamse première. Strijcker had tekstboekjes in het Nederlands en Italiaans laten maken over de daden van Hercules en Deianeira.
Op zaterdag 18 januari waren Sara Hinlopen, haar oudere zus Johanna Maria en hun oom Joan Huydecoper present. Huydecoper maakte daarvan een gortdroge aantekening in zijn dagboek. Stadhouder Willem III en zijn vrouw Maria Stuart waren aanwezig op vrijdag 7 en zaterdag 8 februari en Strijcker zou naar veel gedelibereer 1.200 gulden uitgekeerd krijgen voor deze twee voorstellingen. De prins, die als 17-jarige in een Ballet de la Paix had opgetreden, kan als liefhebber van theater worden beschouwd. Ook de 85-jarige Constantijn Huygens, zijn zoon en schoonzoon kwamen kijken.
Omdat het nieuwe operatheater concurrentie betekende voor de Stadsschouwburg, waar naast toneelvoorstellingen al jarenlang ook 'musyckstukken' werden gegeven, moest Strijker een hoge belasting betalen. Net als de opbrengsten van de schouwburg kwam die ten goede aan het burgerweeshuis en het oudemannenhuis. Strijcker zou wekelijks 200 gulden (jaarlijks ongeveer 10.000) gulden aan de regenten van de filantropische instellingen uitkeren. Eind februari 1981 werd duidelijk dat Strijcker nog geen winst had gemaakt en vond dat hij ook niets behoefde te betalen.
De tweede opera die werd opgevoerd in mei 1681 was Helena rapita da Paride door Gian Domenico Freschi (1625–1710), eveneens bewerkt door Pietro Antonio Fiocco (1654-1714). De dansen uit de oorspronkelijke opera zijn in de bewerking weggelaten. Het werk was opgedragen aan vier burgemeesters Coenraad van Beuningen, Johannes Hudde, Joan Corver en Nicolaes Opmeer. De beide componisten werkten later in dat jaar nog aan Alceste.

## Einde van de vermaarde opera
In juni 1681 heeft de opera haar deuren gesloten.  Strijcker erkende dat hij 3.000 gulden in het krijt stond en vertrok naar Haarlem om daar een opera op te starten, die nooit van de grond kwam. Op 9 maart 1682 vroeg Strijcker toestemming voor nieuwe uitvoeringen in de schermschool, hetgeen hem niet werd toegestaan. Fiocco, die met Strijcker uit Italië was meegekomen, trad in dienst van Eugen Alexander von Thurn und Taxis in Brussel.
Begin april 1683 zag Strijcker zich gedwongen zijn theater aan de stad Amsterdam over te dragen. Strijcker kreeg 200 gulden voor zijn loods, een lachertje voor al het werk. Op 9 mei verliet Strijcker als commandant van de soldaten met het schip de Ridderschap Texel. Hij reisde op hetzelfde schip naar Batavia als de jurist Joan Bitter en Nicolaas de Graaff, een bekende scheepschirurgijn. "Strijcker engageerde iedereen die mee wilde doen voor het opvoeren van enkele toneelstukken. Het werd een dolle boel aan boord." In de Tafelbaai speelde hij in augustus drie kluchten aan boord van het schip. Bij aankomst op 27 november in Batavia at hij te veel fruit en legde na enkele dagen het loodje.
De opstallen van de klokkengieterij werden eind 1683 verplaatst naar de Gieterstraat in de Jordaan. Het terrein zou in twintig erven worden verkocht in de daaropvolgende maanden.

## Varia
- Dirck Strijcker was een neef van de kunstschilder Willem Strijcker. Zijn broer Gerard of Jeronimo Strijcker werd in 1687 aangesteld (als opvolger van zijn vader) als consul in Venetië tot zijn dood in 1730.
- In 1680 werd het Dirck Buysero verboden een zangspel op te voeren vanwege de politieke inhoud.[27]
- In de zomer van 1685 zou David Lingelbach, voorheen barbier of chirurgijn, het met een opera in Buiksloot proberen, buiten de jurisdictie van de stad. Zodoende hoefde hij niet 200 gulden per week af te dragen en kon hij ook spelen op de twee avonden dat de schouwburg open was.
- De volgende opera die in november 1686 werd opgevoerd was 'Zonder spijs en wijn kan geen liefde zijn' van Govard Bidloo met muziek van Johan Schenck en werd in de Schouwburg van Van Campen opgevoerd.[28] Het werd een groot succes want de regenten zegden toe dat in het volgende seizoen 2/3 van het repertoire opera mocht zijn.[29] De intendant of pachter was David Lingelbach.
- De schermschool aan het Molenpad, gesticht rond 1650, werd in 1686 verbouwd tot een Nieuwe Walen kerk, ten behoeve van de vluchtelingen, die na de herroeping van het Edict van Nantes de stad waren binnengestroomd. In 1808, toen het stadhuis op de Dam in gebruik genomen werd door koning Lodewijk Napoleon als paleis, werd een deel van het notarieel archief, in de kerk ondergebracht. Vervolgens deed het gebouw dienst als stadsarmenschool, etc.
- Het pakhuis de Klokkengieterij ligt niet op de hoek van het Molenpad zoals door Jan Wagenaar werd beweerd in zijn Beschrijving van Amsterdam,[30] maar is het daarachtergelegen pand.